# Lê Tiến Hào
Lê Tiến Hào (sinh 1955) là chính khách Việt Nam, nguyên Bí thư Đảng ủy và là Phó Tổng Thanh tra Chính phủ

## Thân thế và sự nghiệp
Ông sinh ngày 14 tháng 9 năm 1955 tại Hà Nam
Từ 8/1973 đến 8/1977: Bộ đội tại ngũ, đơn vị D371 E97 pháo binh,  DB72 Lữ đoàn 40 pháo binh. Chức vụ cao nhất: Trung sĩ, văn thư quân lực tiểu đoàn, đã tham gia chiến dịch mùa xuân 1975 và chiến dịch Hồ Chí Minh.
Từ 8/1977 đến 8/1980: Chuyển về Bộ Văn hóa, đi học công nhân kĩ thuật in tại Cộng hòa dân chủ Đức. 
Từ 12/1980 đến 5/1987: Công tác tại nhà máy in Tiến bộ thuộc Văn phòng Trung ương Đảng, công nhân bậc 3,4,5; Bí thư chi bộ phân xưởng Ôpxet (1983, 1984, 1985); Đảng ủy nhà máy (1/1985); Quận ủy viên dự khuyết Quận ủy Ba Đình (Hà nội) từ tháng 10/1986; Phó chủ tịch công đoàn chuyên trách nhà máy từ 6/1986. 
Từ 5/1987 đến 10/1993: Công tác tại quận ủy Ba Đình; Phó chủ nhiệm Ủy ban kiểm tra quận ủy từ 5/1987; Ủy viên thường vụ Quận ủy; Chủ nhiệm Ủy ban kiểm tra quận ủy từ 10/1991. 
Từ 11/1993 đến 8/1995: học lớp Đại học Chính trị hệ tập trung tại Học viện Chính trị Quốc gia Hồ Chí Minh. 
Từ 8/1995 đến 11/2001: Công tác tại Thành ủy Hà Nội; Ủy viên Ủy ban kiểm tra thành ủy (12/1995); Phó chủ nhiệm Ủy ban kiểm tra Thành ủy (5/1996); Thành ủy viên, Phó chủ nhiệm thường trực Ủy ban kiểm tra Thành ủy(2000); Bí thư Đảng ủy cơ quan Ủy ban kiểm tra Thành ủy (từ 1998). 
Từ 12/2001 đến 4/2006: Thành ủy viên, Chánh thanh tra thành phố, Bí thư Đảng ủy Cơ quan Thanh tra thành phố; Ủy viên Thường vụ Thành ủy Hà Nội (12/2005)
Từ 4/2006 đến 9/2015: Phó Tổng Thanh tra Chính phủ.      